# Lepilemur mustelinus
Lepilemur mustelinus, lémur saltador mayor, es una especie de mamífero primate de la familia Lepilemuridae. Como todos los lémures es endémico de la isla de Madagascar y se distribuye al este de la isla, desde los ríos Nesivolo y Mangolo hasta el río Maningory.
La longitud de la cabeza y el cuerpo alcanza los 21 a 25 cm, y la cola de 25 a 29, su peso alcanza el kilogramo, siendo las hembras un 10% más pesadas que los machos. Es un lémur saltador grande, con pelaje denso y largo y cola relativamente corta. Por el dorso es de color marrón y por el vientre algo más pálido, sin embargo, algunos ejemplares poseen una coloración anaranjada. A menudo existe una línea en forma de Y similar a la de los lémures de orejas ahorquilladas. La cola se oscurece hacia la punta. La cara es gris oscura o marrón, ojos marrones, garganta y mejillas blanquecinas, y orejas desnudas.
Se encuentra en selvas primarias y secundarias húmedas. Tiene hábitos arbóreos y nocturnos, y durante el día dormitan en oquedades de los árboles o en nidos de ramas de enredaderas, a una altura de unos 3,5 m sobre el suelo. Son solitarios y ocupan territorios de 1,5 ha. Las hembras con crías duermen junto a ellas siempre en huecos de árboles. Son folívoros, su dieta está compuesta de hojas fundamentalmente. 
Su estatus en la Lista Roja de la UICN es de «casi amenazada», debido a su reducida área de distribución —entre 25 760 y 37 560 km²— muy fragmentada y en continuo declive, sobre todo por el fuego y la agricultura asociada, a la caza furtiva y captura de individuos que conlleva la tala de árboles con nidos en oquedades, y a la disminución en el número de adultos reproductores.